# Роджер II де Моубрей
Роджер (II) де Моубрей (англ. Roger de Mowbrey) или де Монбрей (англ. de Montbrey; ум. около ноября 1266) — англо-норманский аристократ, феодальный барон Монбрей с 1228 или 1230 года, младший сын Уильяма де Моубрея от брака с Агнес д’Обиньи.

## Биография
Роджер происходил из англо-нормандского рода Моубреев, младшей ветви рода Обиньи. Его отец, Уильям де Моубрей, был одним из активных участников Первой баронской войны на стороне противников короля Иоанна Безземельного. Мать же происходила из старшей ветви рода Обиньи.
Роджер был младшим из двух сыновей Уильяма. В 1228 или 1230 умер бездетным Найджел, старший брат Роджера, который и унаследовал богатые владения Моубреев, располагавшиеся в Йоркшире и Линкольншире. В это время он был малолетним, совершеннолетия же достиг только в 1240 году.
О биографии Роджера известно мало. Он принимал участие в военных походах короля Генриха III в Шотландию и Уэльс.
Умер Роджер около ноября 1266 года, вероятно, в родовом замке Эксхольм. Похоронен он был, вероятно, в монастырской церкви Понтефракта. Наследовал ему единственный сын Роджер (III).

## Брак и дети
Жена: Матильда де Бошан (ум. до апреля 1273), дочь Уильяма (II) де Бошана, барона Бедфорда, и Иды де Лонгспи. Дети:
- Роджер (III) де Моубрей (ум. до 21 ноября 1297), феодальный барон Монбрей с 1266, 1-й барон Моубрей с 1295
- Джоан де Моубрей; муж: ок. 1261 Роберт де Моо
- Ne де Моубрей
- Ne де Моубрей

После смерти мужа Матильда вышла замуж вторично, её мужем стал Роджер Ле Стрендж (ум. 1311).